# 薩武科斯基

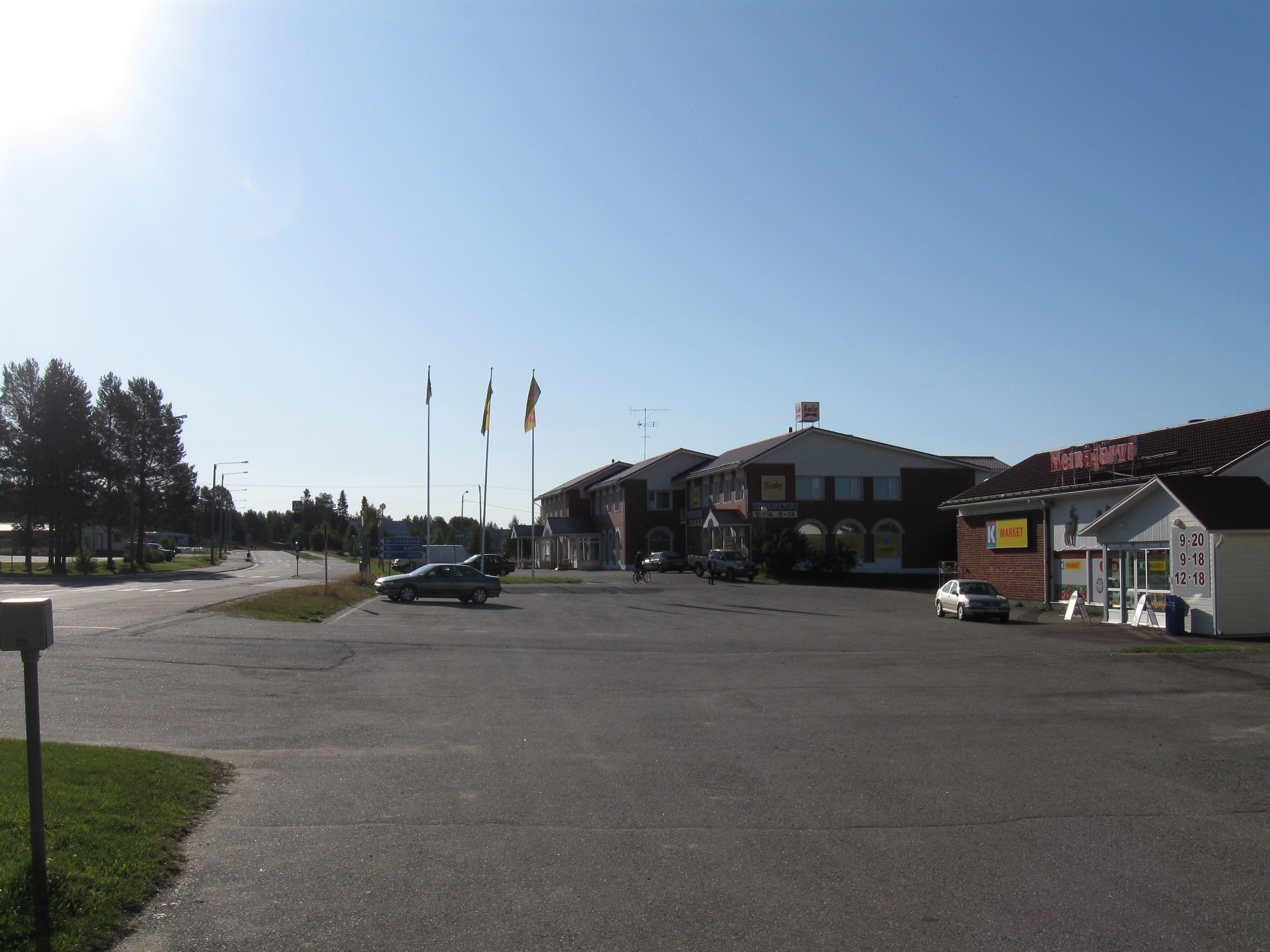
薩武科斯基市镇中心

薩武科斯基（芬蘭語：Savukoski）是芬蘭的市鎮，位於該國東北部，在拉普蘭區内，毗鄰與俄羅斯接壤的邊境，始建於1916年，面積6,496平方公里，2013年人口1,152，人口密度為每平方公里0.18人。

## 外部連結
- 薩武科斯基市镇官方网站 （页面存档备份，存于） （文）
- Korvatunturi （页面存档备份，存于） – Ear Mountain
- Savukoski （页面存档备份，存于） – The Home of Santa Claus and Mrs. Claus in East Lapland